# Tabesbaste
 (janvier 2025).
Si vous disposez d'ouvrages ou d'articles de référence ou si vous connaissez des sites web de qualité traitant du thème abordé ici, merci de compléter l'article en donnant les références utiles à sa vérifiabilité et en les liant à la section « Notes et références ».
Tabesbaste (en Tamazight : ⵜⴰⴱⵙⴱⴰⵙⵜ) est un douar berbère situé dans la commune de Taghzoute N'Ait Atta, dans la Province de Tinghir, région de Drâa-Tafilalet au Maroc. La langue principale est le chleuh. Tabesbaste fait partie des douars d'Aït Isfoul, qui forment avec Aït Alwan une branche (Khoms) des Aït Atta. Sa population est estimée à 888 habitants selon le recensement officiel de 2004.
Le nom "Tabesbaste" pourrait être dérivé de la présence d'un grand arbre appelé "basbast", qui se dressait près d'un cours d'eau où les nomades se reposaient autrefois.
L’économie du village repose historiquement sur l’agriculture et l’élevage et aujourd'hui, depuis un certain temps, sur les revenus de l’émigration, principalement vers les grandes villes du Maroc, et surtout la France et l’Espagne.